# 半乳糖單點法
半乳糖單點法（Galactose Single Point，簡稱）是一種測試肝臟功能的方法，1992年由唐鴻舜及胡幼圃發表於Digestion期刊。美國食品藥品監督管理局（FDA）收載於，中華民國行政院衛生署收載於“肝功能不全病患的藥動學試驗基準”並且推廣使用，教科書也有收載。

## 構想
國防醫學院藥學系特聘教授胡幼圃首先提出了利用半乳糖測試肝功能之構想。

## 方法
受試者需在空腹下（需空腹8小時以上），三分鐘內（經詢問後可以為3-5分鐘內）快速靜脈輸注0.5g/kg的半乳糖，經過60分鐘後採血，將其血滴於測試紙上，分析受試者血中半乳糖濃度，即為其GSP值（µg/mL）。

## 檢驗數值代表
- GSP法

1. GSP < 280 µg/ml/kg：      肝功能正常或受損輕微
2. GSP 280~480 µg/ml/kg :肝功能受損為中度（可能為慢性肝炎患者）
3. GSP >480 µg/ml/kg：       肝功能受損較嚴重（可能為肝硬化或肝癌患者）